# Neoneura bilinearis
Neoneura bilinearis är en trollsländeart som först beskrevs av Selys 1860.  Neoneura bilinearis ingår i släktet Neoneura och familjen Protoneuridae. IUCN kategoriserar arten globalt som livskraftig. Inga underarter finns listade i Catalogue of Life.